# Молекулярна биология
Молекулярната биология е интердисциплинарна наука за изучаване на организмите на молекулно ниво. Част от предмета и се припокрива със сходни биологични дисциплини като биохимия и генетика, като използва методите на биохимия, генетика и редица други дисциплини. В България може да се изучава като специалност само в два университета: Биологически факултет на Пловдивския университет и Биологически факултет на Софийския университет.